# Bijar
Bijar este un oraș din Iran.